# Judith Pallarés Cortés
Judith Pallarés Cortés (Barcelona, 5 d'agost de 1972) és una política i politòloga andorrana nascuda a Catalunya. Presidenta i una de les fundadores del partit polític liberal ACCIÓ per Andorra des del mes d'octubre del 2022. Va ser membre de la formació Liberals d'Andorra des de 2001 fins al 2022. Consellera del Comú de la Massana (2003-2007) i consellera general per circumscripció parroquial (per la Massana) entre el 2015 i el 2019. Ministra de Funció Pública i Simplificació de l'Administració des del 2019 fins al 2021 i ministra d'Afers Socials, Joventut i Igualtat del 2021 al maig del 2023.
També va ser tresorera de la Liberal Internacional del 2018 fins a 2021 i és membre de la ILNW. Ha participat en diferents programes de lideratge femení i és articulista habitual en diferents mitjans de comunicació andorrans.
Va ser cap de llista en els comicis del 2 d'abril del 2023 amb ACCIÓ on no va arribar a accedir al Consell General. El seu partit va obtenir un escó per la circumscripció parroquial en Escaldes- Engordany amb Marc Magallón.
És llicenciada en Ciències Polítiques i de l'Administració per la Universitat de Barcelona, amb un Màster en Direcció pública a ESADE (EMPA) i amb una formació en contractació pública i subvencions europees al College of Europe de Brussel·les.
Va ser membre titular de la Delegació andorrana a l'Assemblea Parlamentària del Consell d'Europa des de 2015 fins a gener de 2018 i membre de la Comissió especial de vigilància i prevenció de risc per a l'estabilitat financera entre gener i abril de 2018. Presidenta suplent del Grup Parlamentari Liberal des de desembre de 2017 i membre: de la Comissió Legislativa d'Interior, de la Comissió Legislativa d'Afers Socials i de la Comissió Legislativa de Sanitat i Medi Ambient, aquesta darrera des de gener de 2018 mentre les altres dues des del 2015.